# Wolfgang Oswald
Wolfgang Oswald (né le 7 mai 1960 à Landshut, Allemagne) est un joueur allemand de hockey sur glace. Il a joué en tant que défenseur, entre autres, dans le championnat allemand pour EV Landshut et le Mannheim ERC.

## Carrière
Wolfgang Oswald a commencé sa carrière professionnelle en 1980 au EV Landshut . Il devient champion d'Allemagne avec cette équipe en 1983 contre Mannheim ERC. Au cours de la saison 1985-1986, il est transféré à Mannheim. Il y devient un défenseur vigoureux vice-champion en 1987. En 236 matchs, il marque 55 points . En 1990, il arrive en deuxième division au ESV Kaufbeuren et TSV 1862 Erding. En 1996 il termine son contrat avec les Straubing Tigers et sa carrière.